# BRIT Awards 2002
Die BRIT Awards 2002 wurden am 20. Februar 2002 im Londoner Earls Court verliehen. Die Moderation übernahmen Frank Skinner und Zoe Ball.
Erfolgreichste Künstler mit zwei gewonnenen Preisen waren Dido und Kylie Minogue. Bei den Nominierungen lag die britische Band Gorillaz mit sechs Nominierungen vorne, gewann jedoch keinen Award.

## Liveauftritte
| Artist(s)                      | Song(s) |
| ------------------------------ | --- |
| Dido                           | Here with Me |
| Gorillaz                       | Clint Eastwood |
| Jamiroquai featuring Anastacia | Bad Girls |
| Kylie Minogue                  | Can't Get Blue Monday Out of My Head                                                                                                 |
| Mis-Teeq                       | One Night Stand |
| Shaggy featuring Ali G         | Me Julie |
| So Solid Crew                  | 21 Seconds |
| Sting                          | If You Love Somebody Set Them Free If I Ever Lose My Faith in You Every Breath You Take Every Little Thing She Does Is Magic Roxanne |
| The Strokes                    | Last Nite |

## Gewinner und Nominierte
| British Dance Act (präsentiert von Smack the Pony) | British Pop Act (präsentiert von Sophie Ellis-Bextor) |
| --- | --- |
| - Basement Jaxx - Gorillaz - Craig David - Fatboy Slim - Faithless | - Westlife (Irland) - Blue - Hear’Say - Kylie Minogue (Australia) - S Club 7 |
| British Group (präsentiert von Heidi Klum) | British Breakthrough Act (präsentiert von Trevor Nelson) |
| - Travis - Gorillaz - Jamiroquai - Radiohead - Stereophonics | - Blue - Atomic Kitten - Elbow - Gorillaz - Mis-Teeq - So Solid Crew - Starsailor - Tom McRae - Turin Brakes - Zero 7 |
| British Male Solo Artist (präsentiert von Susie Amy) | British Female Solo Artist (präsentiert von Johnny Vegas) |
| - Robbie Williams - Aphex Twin - Craig David - Elton John - Ian Brown | - Dido - Geri Halliwell - PJ Harvey - Sade - Sophie Ellis-Bextor |
| British Single of the Year (präsentiert von Simon Cowell) | British Video of the Year (präsentiert von Michael Madsen) |
| - S Club 7 – Don't Stop Movin’ - Atomic Kitten – Whole Again - Bob the Builder – Mambo No. 5 - Daniel Bedingfield – Gotta Get Thru This - DJ Pied Piper and the Masters of Ceremonies – Do You Really Like It? - Geri Halliwell – It’s Raining Men - Gorillaz featuring Del the Funky Homosapien – Clint Eastwood - Hear’Say – Pure and Simple - Robbie Williams – Eternity/The Road to Mandalay - So Solid Crew – 21 Seconds | - So Solid Crew – 21 Seconds - Basement Jaxx – Where's Your Head At - Coldplay – Trouble - Dido – Thank You - Elton John – I Want Love - Fatboy Slim featuring Bootsy Collins – Weapon of Choice - Gorillaz featuring Del the Funky Homosapien – Clint Eastwood - Robbie Williams and Kylie Minogue – Kids - Robbie Williams – Supreme - Travis – Sing |
| British Album of the Year (präsentiert von Sol Campbell) | International Album (präsentiert von Eddie Irvine) |
| - Dido – No Angel - Craig David – Born to Do It - Gorillaz – Gorillaz - Radiohead – Kid A - Travis – The Invisible Band | - Kylie Minogue – Fever - Alicia Keys – Songs in A Minor - Daft Punk – Discovery - Destiny’s Child – Survivor - The Strokes – Is This It |
| International Male Solo Artist (präsentiert von Daryl Hannah) | International Female Solo Artist (präsentiert von Russell Crowe) |
| - Shaggy - Bob Dylan - Dr. Dre - Ryan Adams - Wyclef Jean | - Kylie Minogue - Alicia Keys - Anastacia - Björk - Nelly Furtado |
| International Group (präsentiert von Martin Kemp) | International Breakthrough Act (präsentiert von Samantha Mumba) |
| - Destiny’s Child - Daft Punk - Limp Bizkit - R.E.M. - The Strokes | - The Strokes - Anastacia - The Avalanches - Linkin Park - Nelly Furtado |